# 神奈川県立横浜氷取沢高等学校
神奈川県立横浜氷取沢高等学校（かながわけんりつ よこはまひとりざわこうとうがっこう）は、神奈川県横浜市磯子区氷取沢町にある全日制普通科の公立高等学校。

## 概要
神奈川県教育委員会が進める「県立高校改革」により新設された学校である。全日制で普通科設置。前身は、神奈川県立氷取沢高等学校と神奈川県立磯子高等学校。
新校のコンセプトは、これまで両校が取り組んできた「国際教育」と「地域との連携・協働」である。英語4技能の総合的な育成と英語によるコミュニケーション能力の向上を目的とした科目の展開や海外姉妹校との交流、校内英語スピーチコンテストの実施などが行われている。

## 沿革
- 2019年（令和元年)
  - 11月1日 - 氷取沢高校内に「神奈川県立横浜氷取沢高等学校」設立。
- 2020年（令和2年）
  - 4月1日 - 開校。氷取沢高校36期生・37期生が、それぞれ横浜氷取沢高校の1期生・2期生となった。

## 基礎データ

### 所在地
神奈川県横浜市磯子区氷取沢町938-2

### 交通
出典 : 
| 乗車駅            | 系統     | 下車停留所                  | 運行事業者 |
| ----------------- | -------- | --------------------------- | ---------- |
| 京急線能見台駅    | 能1・能3 | 「横浜氷取沢高校」、徒歩1分 | ■京急      |
| 京急線 京急富岡駅 | 富1・富2 | 「横浜氷取沢高校」、徒歩1分 | ■京急      |
| 京急線 金沢文庫駅 | 文9      | 「横浜氷取沢高校」、徒歩1分 | ■京急      |
| 能見台センター    | 洋2      | 「横浜氷取沢高校」、徒歩1分 | ■京急      |
| 根岸線 洋光台駅   | 107      | 「下ヶ谷」、徒歩5分         | ■横浜市営  |
| 根岸線磯子駅      | 293      | 「下ヶ谷」、徒歩5分         | ■横浜市営  |
| 京急線 上大岡駅   | A3・A4   | 「下ヶ谷」、徒歩5分         | ■江ノ電    |

### 校章
流れ星と飛翔する鳥の姿を「氷」に見立てたデザイン。氷取沢高校の卒業生である北見美佳によるデザイン。

### 校歌
氷取沢高校のものをそのまま流用する。作詞・岡野弘彦、作曲・中田喜直。

### 制服
「横浜から世界へ羽ばたく」（グローカル）をテーマにしたデザイン。
男子はブレザーにスラックス、女子はブレザーにスカート。制服と併せてポロシャツ、セーター（夏冬兼用）、女子のスラックスもオプションとして購入可能。

## 主な学校行事
- 5月 - 体育祭
- 9月 - 文化祭
- 11月 - 修学旅行（海外）

- 2月 - 合唱祭
- 3月 - 球技大会

## 部活動

### 文化部
合唱部
イラスト部
軽音楽部
茶道部
演劇部
ジャズ部
吹奏楽部
美術部
ボランティア部
文芸部

### 運動部
剣道部
硬式野球部
サッカー部
男子ソフトテニス部、女子ソフトテニス部
体操部
卓球部
ダンス部
男子バスケットボール部、女子バスケットボール部
男子バドミントン部、女子バドミントン部
女子バレー部
陸上競技部
テニス部

## 著名な出身者

### 旧　神奈川県立氷取沢高等学校
- 山岡和美 - ナレーター、元ニッポン放送アナウンサー
- 向井理 - 俳優
- 飯田義隆 - セパタクロー日本代表
- 山田昌寛 - セパタクロー日本代表
- 鈴木雄斗 - サッカー選手

### 旧　神奈川県立磯子高等学校
- 大友麻衣子（元女子サッカー選手、アルビレックス新潟レディース所属）
- 中山加奈子（プリンセス・プリンセス）
- 浅野忠信（俳優）
- 三輪ひとみ（女優）
- SHELLY（モデル、タレント）
- 松本梨香（声優）
- 大場美奈（SKE48）